# Naval Act of 1798
Le Naval Act of 1798 (« Loi navale de 1798 »), officiellement en anglais : An act to provide an additional Armament for the further protection of the trade of the United States, and for other purposes (« Loi visant à fournir un armement supplémentaire pour une meilleure protection du commerce des États-Unis entre autres objectifs ») est une loi votée par le Congrès des États-Unis le 30 juin 1798 qui vise à renforcer l'United States Navy alors que la quasi-guerre avec la France est sur le point de commencer.

## Historique

### L'initiative citoyenne
Après l'affaire XYZ, la tension monte entre les États-Unis et la France. Au milieu de l'année 1798, les nombreuses prises effectuées par les corsaires français dans les Caraïbes poussent des notables de Newburyport à se réunir, afin de « décider d'une action qui pourrait aider le pays ». Ainsi, le 23 mai 1798, ils ouvrent une souscription afin de permettre la construction d'un navire de guerre de 20 canons. Celle-ci, par effet boule de neige, déclenche des souscriptions dans une dizaine de villes portuaires de la côte Est des États-Unis.

### La réaction du congrès
Le congrès réagit aussitôt en déposant un projet de loi, accepté par les deux chambres, visant à acheter neuf de ces navires aux huit villes souscriptrices avec des bons du Trésor. Il est ratifié le 30 juin 1798. En plus de ces neuf navires, un dixième, le George Washington est acheté avec ces mêmes bons à un armateur de Providence.

## Navires

### Navires originels
Les navires acquis grâce aux bons du trésor du Naval act of 1798 sont les suivants:
| Nom                   | Puissance de feu | Ville de souscription        | Capitaine            |
| --------------------- | ---------------- | ---------------------------- | -------------------- |
| USS Boston            | 24 canons        | Boston, (Massachusetts)      | George Little (en)   |
| USS Essex             | 32 canons        | Salem (Massachusetts)        | Edward Preble        |
| USS George Washington | 24 canons        | Providence (Rhode Island)    | Patrick Fletcher     |
| USS John Adams        | 20 canons        | Charleston (Caroline du Sud) | George Cross         |
| USS Maryland          | 18 canons        | Baltimore (Maryland)         | John Rodgers         |
| USS Merrimack         | 20 canons        | Newburyport (Massachusetts)  | Moses Brown          |
| USS New York          | 36 canons        | New York (New York)          | Richard V. Morris    |
| USS Patapsco          | 18 canons        | Baltimore (Maryland)         | Henry Geddes         |
| USS Philadelphia      | 44 canons        | Philadelphie (Pennsylvanie)  | Stephen Decatur (en) |
| USS Richmond          | 16 canons        | Norfolk (Virginie)           | Samuel Barron        |

### Autres navires
En plus de ces dix navires originels, ce Naval Act of 1798 autorise l'achat de nombreux navires, qui, pour la plupart servent durant la quasi-guerre, la guerre de Tripoli et la guerre anglo-américaine de 1812. De plus, trois des six frégates originelles de l'United States Navy, dont la construction avait été arrêtée à la suite d'accords de paix entre les États-Unis et Alger, est relancée.
Frégates dont la construction est relancée par l'acte du 30 juin
| Nom            | Puissance de feu | Statut au 24 décembre 1798   |
| -------------- | ---------------- | ---------------------------- |
| USS Chesapeake | 44 canons        | En construction à Norfolk    |
| USS Congress   | 36 canons        | En construction à Portsmouth |
| USS President  | 44 canons        | En construction à New York   |

Sloops autorisés par les actes du 27 avril et du 30 juin
| Nom                | Puissance de feu | Statut au 24 décembre 1798                        |
| ------------------ | ---------------- | ------------------------------------------------- |
| USS Adams          | 24 canons        | En construction à New York                        |
| USS Baltimore      | 20 canons        | Acheté à Baltimore, en mer                        |
| USS Connecticut    | 24 canons        | En construction à Middletown (Connecticut)        |
| USS Delaware       | 20 canons        | Acheté à Philadelphie, en mer                     |
| USS Ganges         | 24 canons        | Acheté à Philadelphie, en mer                     |
| USS General Greene | 24 canons        | En construction à Warren (Rhode Island)           |
| USS Montezuma      | 20 canons        | Acheté à Baltimore, en mer                        |
| USS Portsmouth     | 24 canons        | Construit à Portsmouth, se prépare à aller en mer |

Autres navires autorisés par l'acte du 30 juin
| Nom          | Puissance de feu | Statut au 24 décembre 1798                                            |
| ------------ | ---------------- | --------------------------------------------------------------------- |
| USS Herald   | 18 canons        | Acheté à Boston, en mer                                               |
| USS Norfolk  | 18 canons        | Acheté à Norfolk, en mer                                              |
| USS Pinckney | 18 canons        | Transféré depuis le Revenue Cutter Service, se prépare à aller en mer |

## Sources